# Smukleniec komarnicowaty
Smukleniec komarnicowaty (Neides tipularius) – gatunek pluskwiaka z podrzędu różnoskrzydłych i rodziny smukleńcowatych. Zamieszkuje większą część palearktycznej Eurazji.

## Taksonomia
Gatunek ten opisany został po raz pierwszy w 1758 roku przez Karola Linneusza w dziesiątej edycji „Systema Naturae” pod nazwą Cimex tipularius. W rodzaju Neides umieścił go w 1802 roku Pierre-André Latreille wyznaczając go jego gatunkiem typowym.  Epitety gatunkowe łaciński jak i polski nawiązują do rodzaju komarnica (Tipula) z rzędu muchówek.

## Morfologia
Pluskwiak o silnie wydłużonym ciele długości od 9 do 11,5 mm. Kolorystykę ma szarożółtą z ciemnobrązowymi do czarnych: ostatnimi członami czułków, spodem głowy, przedpiersiem, śródpiersiem, zapiersiem i stopami. Niemal dorównujące długością ciału, czteroczłonowe czułki mają zgrubienia na pierwszym członie. Na czole umieszczony jest stosunkowo dużych rozmiarów wyrostek o niemal płaskim grzbiecie, zaokrąglonym wierzchołku i wypukłym spodzie. Na rzeźbę przedplecza składają się trzy podłużne żeberka i drobne siateczkowanie. Trójkątnego zarysu tarczka osiąga małe rozmiary. Półpokrywy mają ciemne plamy rozmieszczone przy żyłkach i na zakrywce. Występuje polimorfizm skrzydłowy. Formy długoskrzydłe mają wypukły tył przedplecza oraz półpokrywy z drobnym siateczkowaniem między żyłkami przykrywki i pięcioma żyłkami w zakrywce. Formy krótkoskrzydłe mają spłaszczone przedplecze i zredukowaną zakrywkę. Odnóża są wąskie i silnie wydłużone, lekko zgrubiałe w odsiebnych częściach ud. Zatułów ma ujścia gruczołów zapachowych rozbudowane do formy uszkowatych wyrostków, wyraźnie widocznych patrząc na owada od góry.

## Ekologia i fenologia
Owad ten preferuje stanowiska silnie nasłonecznione, zwłaszcza na piaszczystych glebach. Spotykany jest na suchych łąkach, ugorach, polach uprawnych, murawach, pobrzeżach lasów, wrzosowiskach i w ogrodach. Do jego roślin żywicielskich należą przedstawiciele takich rodzin jak bodziszkowate, goździkowate, trędownikowate i wiechlinowate.
Aktywny jest od wiosny do jesieni i zimuje w stadium imago. Na kwiecień i maj przypada okres składania przez samicę jaj. Są one dość duże, osiągając 1,1 mm. Osobniki dorosłe nowego pokolenia spotykane są od lipca lub sierpnia.

## Rozprzestrzenienie
Gatunek palearktyczny. W Europie wykazany został w Portugalii, Hiszpanii, Irlandii, Wielkiej Brytanii, Francji, Luksemburga, Belgii, Holandii, Niemiec, Danii, Szwecji, Norwegii, Szwajcarii, Austrii, Włoch, Finlandii, Estonii, Łotwy, Litwy, Polski, Białorusi, Ukrainy, Czech, Słowacji, Węgier, Słowenii, Chorwacji, Bośni i Hercegowiny, Serbii, Czarnogóry, Albanii, Macedonii Północnej, Rumunii, Mołdawii, Bułgarii, Grecji oraz europejskich części Turcji i Rosji. Ponadto znany jest z Zakaukazia, Azji Środkowej (w tym Turkmenistanu), Iranu, Syberii i Dalekiego Wschodu Rosji. Na terenie Polski jest pospolity.